# Château de l'Épinay
Le château de l'Épinay est un château du XVIIe siècle situé à Carquefou, dans le département français de la Loire-Atlantique.

## Historique
Sur les restes d'un vieux château très endommagé lors des Guerres de religion, Guillaume Harouys en fait construire un nouveau entre 1642 et 1650. Il confie le projet à l'architecte François Mansart. Les propriétaires successifs sont les Harrouys, les Becdelièvre, Taverne, Linsens, Boucher d'Argis et de Montbeillard.
Le monument est inscrit au titre des monuments historiques en 1963.

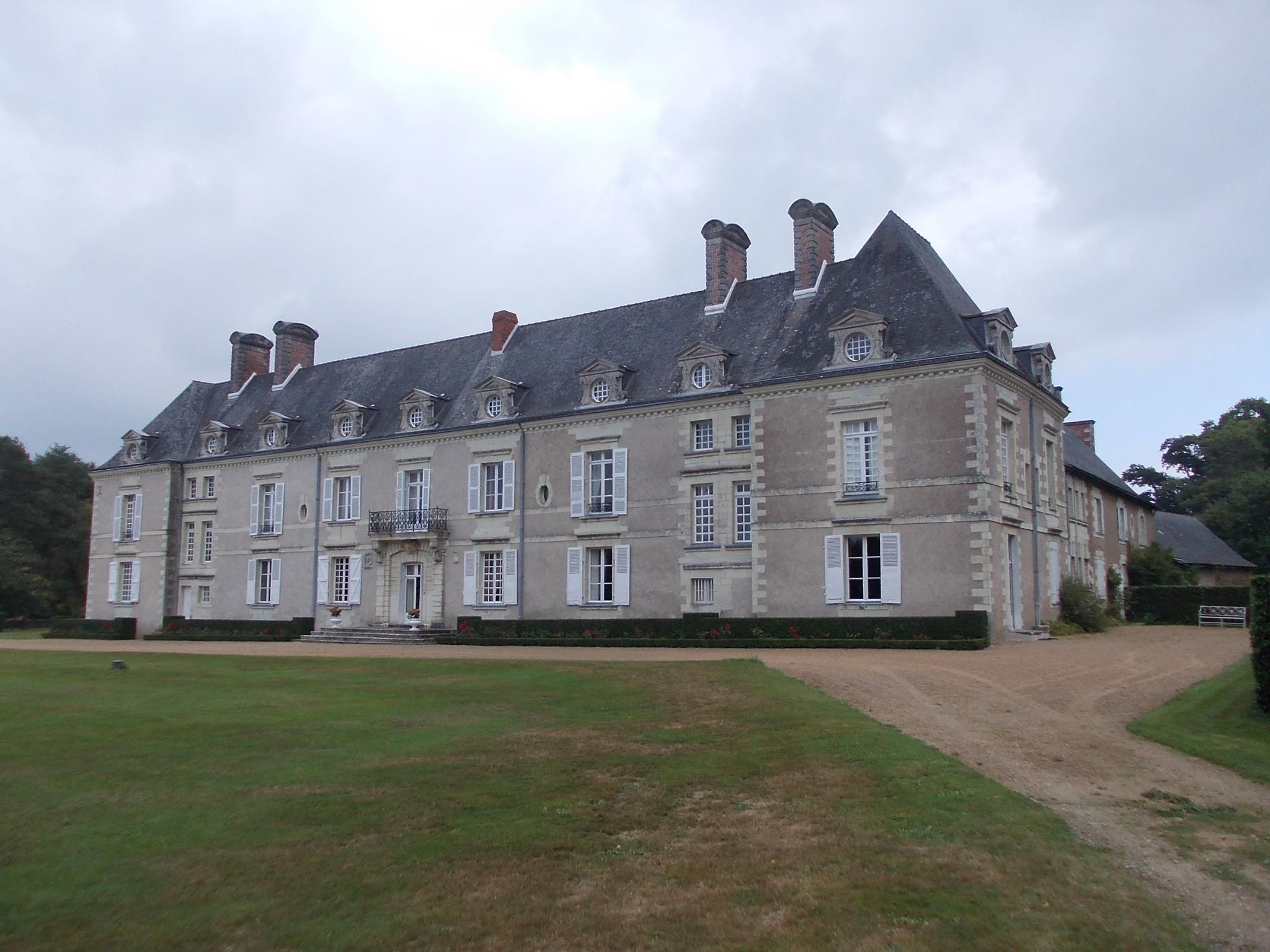
Château de l'Epinay, vue arrière